# TH-55 (航空機)
ヒューズ TH-55
ヒューズ TH-55 オセージ
- 用途：小型・練習ヘリコプター
- 製造者：ヒューズ航空機
- 運用者：アメリカ陸軍
- 初飛行：1956年10月
- 生産数：2,800機

TH-55 オセージ（TH-55 Osage）は、アメリカ陸軍向けにヒューズ航空機で製造されたレシプロエンジンを搭載した小型・練習ヘリコプターである。
本機は小型多用途ヘリコプターのモデル 269系としても製造され、この中の幾つかはモデル 300として販売された。モデル 300Cは1983年以降シュワイザー・エアクラフト社で生産及び更なる開発が行われた。

## 開発
1955年にヒューズ・ツールカンパニー航空機部（Hughes Tool Company's Aircraft Division）が市場調査を行った結果、低運航費、軽量、2座席ヘリコプターの需要が存在することが分かった。航空機部は1955年9月にモデル 269の製造を始めた。
当初の設計では全面ガラス製コックピットに2名の操縦士か操縦士1名と同乗者1名が座り、フレームが剥き出しの胴体に3枚ブレードの関節式主ローターであった。試作機は1958年10月2日に初飛行を行った。しかし、1960年まで量産向けの機体の開発を行う決定は下されなかった。量産に先立って元々のトラス構造のテールブームはチューブ形テールブームに変更され、操縦室は再設計されて洗練されたものとなった。

## 設計
ヒューズ 269は、完全関節式反時計回りの3枚ブレードの主ローターと2枚ブレードのテールローターを持ち、この特徴は全ての派生型で共通に残された。降着装置は衝撃吸収式のスキッド式であった。操縦装置は直接に各舵面に繋がっており、269型は油圧機構を持っていなかった。通常は複式操縦装置を備えていたが民間型の269A型ではこれはオプションであった。3座型の場合は中央のコレクティブピッチレバーを取り外し、そこに3人目の同乗者用のシートクッションを敷いた。

## 運用の歴史

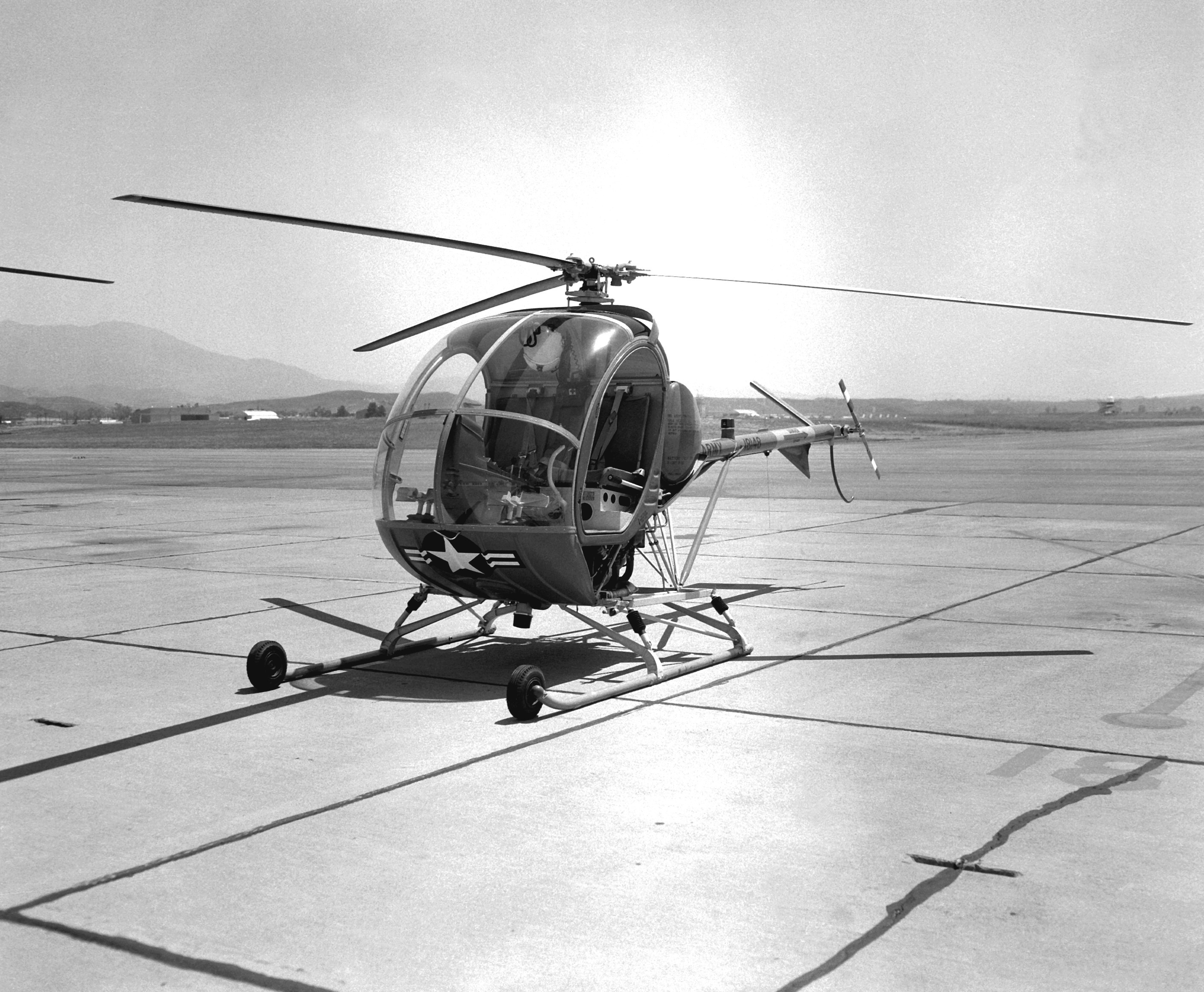
駐機するTH-55A オセージ

1958年本格的な生産に先立ってヒューズ社は5機の前量産型のモデル 269を老朽化したOH-13 スーとOH-23 レイヴンを代替する観測用ヘリコプターの評価用として米国陸軍に納入した。本機はYHO-2HUと命名されたが、最終的には不採用となった。1959年4月2日にモデル 269は連邦航空局（FAA）の型式認証を取得し、ヒューズ社は民間型の生産に傾注した。幾らかの設計変更を加えたモデル 269Aの生産が1961年から始まった。1963年の半ばまでに月産約20機となり、1964年春まで314機が生産された。
米国陸軍はモデル 269を戦闘任務には適しないと判断したが、1964年に本機をTH-23を代替する練習ヘリコプターとして採用し、TH-55A オセージ（Osage）と命名した。792機のTH-55が1969年までに納入され、1988年にUH-1 ヒューイと代替されるまで陸軍の初等練習ヘリコプターとして現役に残り、60,000名以上の陸軍操縦士が本機で訓練を受けた。TH-55は米国陸軍で最も長い期間就役した練習ヘリコプターとなった。ヒューズ社は米国陸軍以外の他国の軍隊にもTH-55/269/300を納入した。
1964年にヒューズ社は多少大型化したモデル 269Bを導入しヒューズ 300として販売した。同年、ヒューズ 269は101時間の滞空時間記録を樹立した。記録樹立にあたり2名の操縦士が操縦を交代し地面効果域内でホバリングしながら給油を行った。不正行為防止用に降着装置のスキッドの下部に記録飛行を終了するまでのいかなる着陸をも記録できるように卵が貼り付けられた。

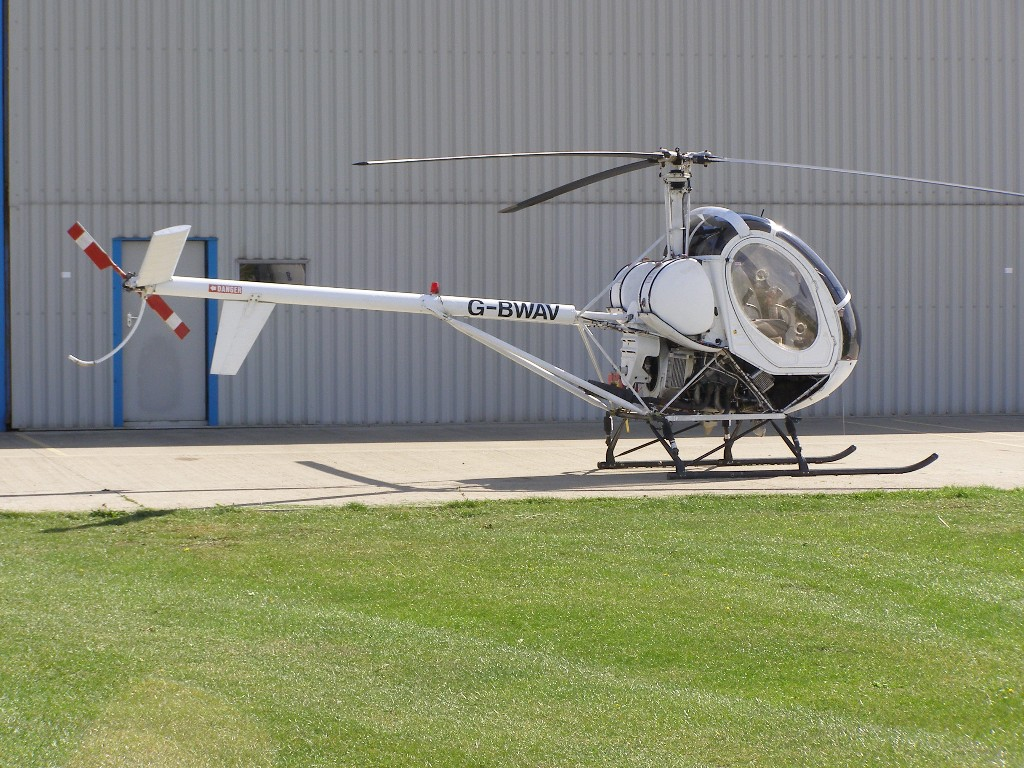
シュワイザー 300C

ヒューズ 300に続き、1969年3月6日に初飛行し1970年5月にFAAの型式認証を取得した改良型のヒューズ 300C（269Cと呼ばれることもある）が1969年に導入された。この新型機はより高出力190hp（140kW）のライカミング HIO-360-D1A エンジンと大直径の主ローターを装備することによりペイロードが45%も増加し全般的な性能向上を見せた。1983年にシュワイザー社がこの型のライセンス生産権をヒューズ社から取得し生産を開始した。1986年にシュワイザー社はこの機種に関する全ての権利をマクドネル・ダグラス社から取得した（マクドネル・ダグラス社は1984年にヒューズ・ヘリコプターズ社を買収し、マクドネル・ダグラス・ヘリコプター・システムズ社に改名した）。シュワイザー社がFAAの型式認証を取得してから数年の間、この機種はシュワイザー＝ヒューズ 300という名称で知られ、シュワイザー社は基本設計を変えずに250箇所以上の小改良を加えた。
この機種が農業、警察業務、その他の分野で人気を博したことにより、ヒューズ社は成功裏に民間ヘリコプター市場での大きな地位を占めることができた。ヒューズ社とシュワイザー社や他国でライセンス生産された民間、軍用練習機のモデル 269/300は3,000機近くにも上り、この50年間飛び続けている。
シュワイザー社はモデル 300の開発を続け、ターボシャフトエンジンと再設計した胴体を取り付けたものがモデル 330に、そしてさらに高出力のターボシャフトエンジンを搭載できるように動力系統を開発したものがモデル 333の開発に繋がった。

## 派生型
ヒューズ 269型
180hpのライカミング O-360-A エンジンとトラス構造のテールブームを持つ2機の試作機。1956年10月に初飛行。
269A型
試作機のトラス構造のテールブームをアルミニウム製、モノコック構造のテールブームに換えた機体。269A型の180 hpのライカミング エンジンにはオプションで低圧縮比のO-369-C2D、高圧縮比のHO-360-B1B又は燃料噴射式のHIO-360-B1Aが搭載できた。顧客は複式操縦装置と72L（19gal）の予備燃料タンクもオプションで取り付けられた。
YHO-2
1957年-1958年にかけてアメリカ陸軍で5機の269A型が観測ヘリコプターとしての評価試験を受けた。陸軍は予算不足のためYHO-2を発注しなかった。
TH-55A
1964年-1967年にかけて792機の269A型がアメリカ陸軍により調達された。標準練習ヘリコプターに選定され、インディアンの種族オセージからその名称が付けられた。本機には軍事用無線機と計器が搭載された。1機の実験用TH-55Aにはアリソン 250-C18型ターボシャフトエンジンを装備し、もう1機には185 hpのヴァンケル RC 2-60型 ロータリーエンジンを装備した。
TH-55J
陸上自衛隊向けに川崎重工業でライセンス生産された38機の269A型。
269A-1 "モデル 200 ユーティリティ"
269A-1は、特別な内装、塗装、サイクリックレバーを装備した269Aで、ヒューズ モデル 200として販売された。モデル 200は標準の95L（25gal）の主燃料タンクの代わりにオプションで114L（30gal）のものを取り付けることもできた。しかし、本機にはオプションでもO-369-C2Dエンジンを装備することはできなかった。
モデル 200 デラックス
ほぼ200型に同じ。
269B "モデル 300"
269Bは、3座席のコックピットに190hpのHIO-360-A1Aエンジンを装備しヒューズ モデル 300として販売された。最初はどの269の派生型にも付けることのできたフロートをオプションで付けることができた。
280U
269Bに電気式のクラッチと安定装置を装備した単座の多用途型。280Uには農業用機材として散布装置を取り付けることができた。
300AG
269Bに農業用散布装置を取り付けた専用型。胴体の両側面に114L（30gal）入りの薬剤タンクと10.67m（35feet）の散布ブームを装備。
300B
小型航空機並みの機外騒音に抑えるために269Bに静音型テールローター（Quiet Tail Rotor）を装着した型。QTRは1967年6月以降の全生産機に装着され、それ以前の生産機にも組み付けキットとして供給された。
269C "モデル 300C"
300Cは190hp（141kW）のライカミングHIO-360-D1Aエンジンとより直径の大きい主ローター（25ft 4inに対し26ft 10in）を装備していた。増大したローターとエンジン出力のおかげで以前の269型よりも性能は45%向上した。ヒューズ社とシュワイザー社の両社で269Cを"モデル 300C"として販売した。
NH-300C
イタリアの航空機メーカーのブレダナルディ社（BredaNardi）でライセンス生産された269C。
300C スカイナイト
モデル 300Cの警察任務用。
TH-300C
軍用練習機型。
RoboCopter 300
日本の川田工業がモデル 300Cを無人化した機体。

## 運用

### YHO-2
アメリカ合衆国
- 米国陸軍
  - 陸軍航空テストセンター（Army Aviation Test Center）：1957年-1958年にかけて5機を運用。当初XH-42とされた。

### ヒューズ 269
アルジェリア
- アルジェリア空軍

 ブラジル
- ブラジル海軍
  - 1° Esquadrao de Helicopteros de Instrucao：ヒューズ 269A-1を運用

 コスタリカ
- 公安省（Ministry of Public Security）：ヒューズ 269Cを運用

 ハイチ
- ハイチ空軍：（解隊）
  - Escadre d'Helicoptéres：1978年-1988年にかけて3機のヒューズ 269Cを運用[7]

 インド
- インド海軍：4機のヒューズ 269CをHu300の名称で運用
  - INAS 562：（1971年-1985年頃）[8]

 フィリピン
- フィリピン警察隊（Philippine Constabulary）：PC/INP 航空隊で2機のヒューズ 269Bを運用

 北朝鮮
 シエラレオネ
- シエラレオネ軍：2機のヒューズ 269Cをサーブ 300Cの名称で運用（1990年頃）

 スペイン
- スペイン空軍
  - Escuadron 782：ヒューズ 269A-1をHE.20の名称で運用

 スウェーデン
- スウェーデン陸軍：1962年-1969年にかけて2機のヒューズ 269AをHkp 5Aとして運用

 台湾
- 台湾陸軍：1978年-1998年にかけて22機程度のヒューズ269をTH-55として運用[9]。

### NH-300C
ギリシャ
- ギリシャ陸軍航空隊：17機を運用

### TH-55
コロンビア
- コロンビア空軍
  - Escuela de Helicopteros：TH-55Aを運用

 日本
- 陸上自衛隊：38機のTH-55Jを受領

 タイ
- タイ王国陸軍：TH-55Aを運用

 アメリカ合衆国
- アメリカ陸軍：792機のTH-55Aを受領
  - ウォルターズ基地（Fort Wolters, Texas）：1964年-1973年にかけてTH-55Aを運用
  - フォート・ラッカー：1973年-1987年にかけてTH-55Aを運用

## 要目
(ヒューズ 269A)
- 乗員：2名
- 搭載量：
- 全長：8.8m(28ft 11in)
- 全高：2.4m(7ft 11in)
- 主ローター直径：7.6m(25ft)
- 主ローター旋回面積：18.1m2(196.8ft2)
- 空虚重量：406kg(896lb)
- 全備重量：703kg(1,550lb)
- エンジン：1×ライカミング HIO-360-B1A 水平対向エンジン、180hp(134kW)
- 最高速度：78kts=M0.23(90mph)
- 巡航速度：65kts=M0.19(75mph)
- 航続距離：203nm(233miles)
- 巡航高度：

## 登場作品
『宇宙大怪獣ギララ』
日本宇宙開発局・富士宇宙飛行センター（FAFC）のヘリコプターとして登場。濃縮原子燃料をFAFCまで輸送する。
『江戸川乱歩の美女シリーズ』
『桜の国の美女』
伊吹吾郎が演じたフランス怪盗ロベールが逃走した際の搭乗機。
『天国と地獄の美女』
天知茂と荒井注が演じた明智小五郎と波越警部が空中偵察したときの搭乗機。
この登録記号JA7511のヒューズ269Bは、本作が放送される前の1981年11月29日に不時着して大破。怪我人なし。

『仮面ライダー対じごく大使』
千葉治郎が演じたFBI特命捜査官滝和也の搭乗機。
この登録記号JA7450のヒューズ269Bは、1975年11月17日の事故で中破、死傷なし。
『皇帝のいない八月』
陸上自衛隊機が登場。陸上幕僚監部の江見為一郎警務部長が、福岡の第4師団司令部に赴く際に搭乗する。
『ゴジラ対メガロ』
防衛隊のヘリコプターとして登場。主人公の伊吹吾郎が、シートピア海底人に奪われたジェットジャガーを取り戻すべく、超音波を使ったコントローラーが使える距離まで近づくため、防衛隊の指揮官とともに搭乗する。